# Le Mal de vivre (film)
Pour les articles homonymes, voir Le Mal de vivre.
Pour plus de détails, voir Fiche technique et Distribution.
Le Mal de vivre (The Hoodlum Priest) est un film américain réalisé par Irvin Kershner, sorti en 1961. Le film fut en sélection officielle au Festival de Cannes 1961.

## Fiche technique
- Titre original : The Hoodlum Priest
- Titre français : Le Mal de vivre
- Réalisation : Irvin Kershner
- Scénario : Don Murray et Joseph Landon
- Photographie : Haskell Wexler
- Montage : Maurice Wright
- Musique : Richard Markowitz
- Pays d'origine : États-Unis
- Format : Noir et blanc - 1,66:1 - Mono
- Genre : drame
- Date de sortie : 1961

## Distribution
- Don Murray : le Père Charles Dismas Clark
- Larry Gates : Louis Rosen
- Cindi Wood : Ellen Henley
- Keir Dullea : Billy Lee Jackson